# Cláudio Hummes
Cláudio Hummes O.F.M. • GOMM (Montenegro, 8 de agosto de 1934 – São Paulo, 4 de julho de 2022) foi um frade franciscano, sacerdote católico brasileiro. Foi o décimo oitavo bispo de São Paulo, sendo seu sexto arcebispo e quarto cardeal. Na Cúria Romana foi prefeito da Congregação para o Clero.

## Biografia
Nasceu em Salvador do Sul, então território do município de Montenegro, no Rio Grande do Sul, com os prenomes "Auri Afonso", filho de Pedro Adão Hummes e Maria Frank Hummes, teuto-brasileiros. Ingressou na Ordem dos Frades Menores em 1 de fevereiro de 1952, emitindo os primeiros votos no dia 2 de fevereiro de 1953. Professou solenemente no dia 2 de fevereiro de 1956, quando então mudou seu nome para "Cláudio".
Estudos
- Ensino fundamental e básico no Seminário Seráfico São Francisco de Assis, Taquari (1944–1949) e na Escola Paroquial Santo André (1941–1943)
- Ensino médio no Seminário Seráfico São Francisco de Assis, Taquari (1950–1951)
- Graduação em filosofia (Garibaldi (1953–1954)
- Graduação em teologia (Divinópolis (1955–1958)
- Especialização em ecumenismo, no Instituto Ecumênico de Bossey (Genebra, Suíça, 1968)
- Doutorado em filosofia (Pontifícia Universidade Antonianum, Roma, 1959–1962), com a tese “Renovação das Provas Tradicionais da Existência de Deus por Maurice Blondel em L'Action (1893)”[3]

## Presbiterado
Foi ordenado presbítero no dia 3 de agosto de 1958, em Divinópolis, por Dom João Resende Costa, então arcebispo coadjutor de Belo Horizonte.
Atividades antes do episcopado
- Professor de filosofia no seminário de Garibaldi, 1963–1968.
- Assessor para ecumenismo da Conferência Nacional dos Bispos do Brasil, 1965–1968.
- Professor e reitor da Faculdade de Filosofia de Viamão, 1969–1972.
- Professor da Faculdade de Filosofia da Pontifícia Universidade Católica do Rio Grande do Sul (PUC-RS), 1969–1972.
- Formador de seminaristas franciscanos (filosofia)
- Ministro Provincial da Província Franciscana do Rio Grande do Sul, 1972–1975.

## Episcopado
Em 22 de março de 1975, foi eleito bispo-titular de Carcábia e bispo-coadjutor de Santo André, com direito à sucessão. Em 25 de maio de 1975, aos quarenta anos de idade, recebeu a ordenação episcopal na Catedral Metropolitana de Porto Alegre, sendo sagrante principal Dom Frei Aloísio Leo Arlindo Cardeal Lorscheider, então arcebispo de Fortaleza, e consagrantes Dom Mauro Morelli, então bispo-auxiliar de São Paulo, e Dom Urbano José Allgayer, então bispo-auxiliar de Porto Alegre. Tomou posse em 29 de junho de 1975, e em 29 de dezembro do mesmo ano assumiu como bispo diocesano de Santo André, sucedendo a Dom Jorge Marcos de Oliveira. Foi em Santo André que começou a ter contato com o movimento sindical da região, que se organizava contra a Ditadura Militar. Tornou-se amigo do futuro presidente Lula e aproximou-se da Teologia da Libertação. Com a redemocratização, passou a criticar os abusos do capitalismo e da globalização. No entanto, manteve-se próximo da doutrina tradicional da Igreja em temas sexuais, como o aborto e o uso de anticoncepcionais.
Em 29 de maio de 1996, foi nomeado arcebispo de Fortaleza. Quando pastoreou a Arquidiocese de Fortaleza, Dom Cláudio criou duas paróquias e, no campo social, apoiou a demarcação das terras indígenas dos índios Tapebas, bem como interveio em favor dos sem-terra em conflito com o governo local. Em 15 de abril de 1998 foi transferido para a Sé de São Paulo, tomando posse em 23 de maio.
Era considerado moderado, sendo preocupado com as questões sociais e zeloso em relação à doutrina da Igreja. Defensor dos direitos dos trabalhadores, foi uma voz de contestação ao regime militar brasileiro. Em 2003, foi admitido pelo presidente da época, Luiz Inácio Lula da Silva, à Ordem do Mérito Militar no grau de Grande-Oficial especial.

### Polêmica com Wikileaks
Junto aos telegramas diplomáticos divulgados pela Wikileaks consta que, em reunião com a embaixada americana, da qual também participou o cardeal Juan Sandoval Íñiguez, este e Dom Cláudio expressaram preocupação quanto "aos pobres na América Latina não entenderem os benefícios potenciais do livre mercado,  pediram ajuda à USG, reconhecendo que a Igreja, embora necessariamente cautelosa, também pode vir a desempenhar um papel mais importante".

## Cardinalato
Em 21 de janeiro de 2001, foi anunciada a sua criação como cardeal pelo Papa João Paulo II, no Consistório de 21 de fevereiro, em que recebeu o barrete vermelho e o título de cardeal-presbítero de Santo Antônio de Pádua na Via Merulana. Em 2002, Dom Cláudio Hummes foi o orientador dos exercícios espirituais (retiro) dos quais o Papa João Paulo II e a Cúria Romana participaram em fevereiro. Foi um dos cardeais eleitores do Conclave de 2005, tendo sido considerado papabile pela imprensa mundial.
Em 31 de outubro de 2006, foi nomeado prefeito da Congregação para o Clero, função que exerceu até o dia 7 de outubro de 2010, quando foi aceita sua renúncia pelo Papa Bento XVI. Em 18 de abril de 2011, o Cardeal Arcebispo Metropolitano de São Paulo Dom Odilo Scherer o nomeou Vigário-Geral da Arquidiocese de São Paulo e orientador das Pastorais do Mundo do Trabalho, dos Movimentos Eclesiais e das Novas Comunidades. No dia 25 de junho de 2011, foi nomeado pela Presidência da CNBB como presidente da Comissão Episcopal para a Amazônia. O Papa Bento XVI o nomeou membro da Pontifícia Comissão para a América Latina no dia 19 de julho de 2011.
Quando da eleição de Jorge Mario Bergoglio como Papa, influenciou decisivamente na sua escolha de um nome papal, com a frase dita ao recém-eleito, ainda na Capela Sistina: "Não esqueça dos pobres". Tendo sido cotado como possível sucessor de João Paulo II e Bento XVI, foi considerado o principal articulador da eleição de Bergoglio, junto de quem havia sido nomeado cardeal. Em 4 de maio de 2019, foi nomeado pelo Papa Francisco relator do Sínodo dos Bispos para a Região Pan-Amazônica. Em 29 de junho de 2020, foi eleito Presidente da recém-fundada Conferência Eclesial da Amazônia (CEAMA). Em 26 de março de 2022, alegando problemas de saúde, renunciou à presidência da CEAMA.

### Conclaves
- Conclave de 2005 - participou da eleição de Joseph Ratzinger como Papa Bento XVI
- Conclave de 2013 - participou da eleição de Jorge Mario Bergoglio como Papa Francisco

## Morte
Hummes morreu em 4 de julho de 2022, aos 87 anos, na cidade de São Paulo, em decorrência de um câncer no pulmão. Papa Francisco enviou um telegrama de pesar, e recordando das palavras ditas pelo cardeal à ele no Conclave que o elegeu: 
Quero assegurar-lhe dos sufrágios que elevo ao altíssimo pelo eterno descanso deste querido irmão. Minhas preces são também de gratidão a Deus pelos longos anos de seu dedicado e zeloso serviço, sempre pautado pelos valores evangélicos, à Santa Mãe Igreja nos diversos encargos pastorais que lhe foram confiados tanto no Brasil quanto na Cúria Romana, e por seu empenho em anos recentes pela Igreja que caminha na Amazônia. Trago sempre vivas na memória as palavras que dom Cláudio me disse no dia 13 de março de 2013, pedindo-me que não me esquecesse dos pobres.— Papa Francisco 

## Brasão e lema
Descrição: Escudo eclesiástico, partido: o 1.º de sépia com um in-fólio aberto de argente, tendo uma espada e uma pena do mesmo, postas em aspa e brocantes sobre o livro. O 2.º de argente, com um braço humano vestido de sépia, movente do flanco dextro, e outro de carnação, movente do flanco senestro, passados em aspa e com ambas as mãos chagadas de goles, encimados de uma cruz latina de sépia – modificado das Armas da Ordem Franciscana. Chefe de blau com uma estrela de doze pontas, de sépia, perfilada de jalde. O escudo está assente em tarja branca, na qual se encaixa o pálio branco com cruzetas de sable. O conjunto pousado sobre uma cruz trevolada de duas travessas de ouro. O todo encimado pelo chapéu eclesiástico com seus cordões em cada flanco, terminados por quinze borlas cada um, tudo de vermelho. Brocante sob a ponta da cruz um listel de blau com a legenda: OMNES VOS FRATRES, em letras de argente.
Interpretação: O escudo obedece às regras heráldicas para os eclesiásticos. No 1.º, o campo sépia representa a cor do hábito franciscano, à qual pertence o cardeal, sendo equivalente ao sable (negro), que simboliza a sabedoria, a ciência, a honestidade, a firmeza e a obediência ao Sucessor de Pedro. O in-fólio com a espada e a pena representam São Paulo Apóstolo, numa referência ao padroeiro do Estado, da cidade e da Arquidiocese, sendo de argente (prata) simboliza a inocência, a castidade, a pureza e a eloquência, virtudes essenciais num bispo.
No 2.º, o metal argente (prata), com seu significado já descrito, substituiu o blau (azul) do brasão original franciscano; os braços representam os membros de Nosso Senhor Jesus Cristo e de São Francisco de Assis, na  recepção das chagas; a cruz é o sinal da fé cristã e da salvação. O chefe em blau (azul) representa o manto de Maria Santíssima, sob cuja proteção o cardeal pôs sua vida sacerdotal, e, heraldicamente, significa justiça, serenidade, fortaleza, boa fama e nobreza; a estrela de doze pontas representa Nosso Senhor Jesus Cristo e seus doze apóstolos, sendo de sépia simboliza a sabedoria, a ciência, a honestidade, a firmeza e a obediência, e seu perfilado de jalde (ouro) simboliza nobreza, autoridade, premência, generosidade, ardor e descortino. O lema é tirado da Bíblia (Mt 23,8): "Vós sois todos irmãos", sendo bem apropriado para um frade franciscano.

## Atividades e contribuições
- Membro da Comissão Episcopal da CNBB para o Ecumenismo, para os Leigos e Pastoral Operária (1979-1983).
- Membro da Comissão Episcopal da CNBB para a família e a cultura (1995-1998).
- Assessor Nacional da Pastoral Operária  (1979-1990).
- Foi um dos organizadores do II Encontro Mundial das Famílias com o Papa João Paulo II, no Rio de Janeiro, em 1997.
- Foi quem concedeu o reconhecimento em  nível Arquidiocesano à Comunidade Católica Shalom, em 1998.
- Aprovou os estatutos da Aliança de Misericórdia na Arquidiocese de São Paulo, em 2005.
- Em São Paulo, deu muita atenção às obras das vocações, à formação do clero e à evangelização da cidade.
- Relator Geral do Sínodo dos Bispos para a região Pan-Amazônica.

## Atividade na Cúria Romana
Membro de:
- Congregação para a Doutrina da Fé
- Congregação para o Culto Divino e Disciplina dos Sacramentos
- Congregação para os Bispos

Membro dos:
- Pontifício Conselho para a Cultura
- Pontifício Conselho para os Leigos
- Pontifício Conselho para a Família
- Pontifício Conselho para o Diálogo Inter-Religioso
- Pontifício Conselho Cor Unum
- Pontifícia Comissão para a América Latina
- Conselho Ordinário da Secretaria Geral do Sínodo dos Bispos

## Obras publicadas
- Hummes, Cláudio. Renovação das provas tradicionais da existência de Deus por Maurice Blondel em L'Action (1893). Tese (Doutorado). Braga: Tip. Editorial Franciscana, 1964.
- Fé e compromisso político. São Paulo: Paulinas, 1982.
- Betto, Frei (org.). Desemprego, causas e conseqüências. São Paulo: Paulinas, 1984. 96 p. (Autores: Frei Betto, Paul Singer, José de Souza Martins, Luiz Inácio Lula da Silva, Cláudio Hummes.)
- Hummes, Cláudio. Sempre discípulos de Cristo: retiro espiritual do Papa e da Cúria Romana. São Paulo: Paulus, 2002. 184 p.
- Hummes, Cláudio. Diálogo com a cidade.  São Paulo: Paulus, 2005. 408 p.

## Bispos ordenados

### Ordenações diaconais
- Darci José Nicioli, C.Ss.R. (1985)
- Airton José dos Santos (1985)
- Geraldo de Paula Souza, C.SS.R. (1990)

### Ordenações presbíteros
- João Mamede Filho, O.F.M.Conv. (1978)
- Airton José dos Santos (1985)
- Eduardo Vieira dos Santos (2000)
- Cícero Alves de França (2004)

### Ordenações episcopais
O Cardeal Hummes foi o principal celebrante da ordenação episcopal dos seguintes bispos:
- Aldo de Cillo Pagotto, S.S.S. (1997)
- Fernando Mason, O.F.M.Conv. (2000)
- Mílton Antônio dos Santos, S.D.B.
- Manuel Parrado Carral (2001)
- Pedro Luiz Stringhini (2001)
- José Benedito Simão (2002)
- Odilo Pedro Cardeal Scherer (2002)
- Benedito Beni dos Santos (2002)
- Caetano Ferrari, O.F.M. (2002)
- Pedro Sbalchiero Neto, M.S. (2003)
- José Soares Filho, O.F.M.Cap. (2003)
- Joaquim Justino Carreira (2005)
- Tomé Ferreira da Silva (2005)
- João Mamede Filho, O.F.M.Conv. (2006)
- João Bosco Barbosa de Sousa, O.F.M. (2006)
- João Alves dos Santos, O.F.M.Cap. (2007)
- Fernando José Monteiro Guimarães, C.Ss.R. (2008)
- Irineu Gassen, O.F.M. (2008)
- Jorge Alves Bezerra, S.S.S. (2008)
- João Inácio Müller, O.F.M. (2013)

Foi concelebrante da ordenação episcopal de:
- Gil Antônio Moreira (1999)
- Darci José Nicioli, C.Ss.R. (2013)